# Susanne Riess-Passer
Susanne Riess-Passer (Braunau am Inn, 1961. augusztus 3. –)  osztrák politikus, üzletasszony. 2011-től, a válása után megint Susanne Riess.

## Életpályája
1971 és 1979 között egy salzburgi gimnáziumra járt és utána öt évig jogtudományt tanult Innsbruckban.
2000 és 2003 között osztrák alkancellár volt.
2004-ben Riess-Passer lett a Wüstenrot csoport főigazgatója.
2022-ben kötött házasságot Johannes Hahnnal.